# Konferencja Partii Opozycyjnych i Rewolucyjnych Rosji w Paryżu
Konferencja Partii Opozycyjnych i Rewolucyjnych Rosji w Paryżu – konferencja stronnictw opozycyjnych i organizacji rewolucyjnych działających w Rosji, która miała miejsce Paryżu od 30 września do 9 października 1904 roku.
Uczestniczyli w niej przedstawiciele następujących grup i partii opozycyjnych:
- Związek Wyzwolenia (późniejsza Partia Konstytucyjno-Demokratyczna) – Wasilij Jakowlewicz Boguczarski, Piotr Dmitriewicz Dołgorukow, Paweł Milukow, Piotr Struwe.
- Liga Narodowa – Roman Dmowski i Zygmunt Balicki
- przedstawiciele opozycji fińskiej: Konni Zilliacus, Arvid Neovius, Leo Mechelin.
- Partia Socjalistów-Rewolucjonistów – Jewno Azef, Wiktor Czernow, Mark Natanson
- Gruzińska Partia Socjal-Rewolucjonistów-Federalistów – Gieorgij Diekanozi, Gapunija
- Ormiańska Federacja Rewolucyjna – Michaił Warandian-Hoffhanissian
- Łotewska Socjaldemokratyczna Partia Robotnicza – Jānis Ozols
- Polska Partia Socjalistyczna – Witold Jodko-Narkiewicz, Kazimierz Kelles-Krauz i Aleksander Malinowski (Józef Piłsudski zrezygnował z udziału w konferencji).

W konferencji nie wzięli udziału przedstawiciele Socjaldemokratycznej Partii Robotniczej Rosji, Socjaldemokracji Królestwa Polskiego i Litwy oraz Bundu.
Znaczną część obrad poświęcono sprawie polskiej. Przyjęta rezolucja mówiła o autonomii Królestwa Polskiego i potrzebie powołania konstytuanty w Warszawie.
Przyjęta wspólna deklaracja postulowała:
1. zniesienie samowładztwa; odwołanie wszystkich rozporządzeń, które naruszyły prawa konstytucyjne Finlandii
2. zastąpienie rządów samowładnych przez ustrój demokratyczny, oparty na podstawie głosowania powszechnego
3. prawo narodowości stanowienia o sobie; zagwarantowaną ustawami swoboda narodowego rozwoju dla wszystkich narodowości; usunięcie przemocy ze strony rządu rosyjskiego w stosunku do poszczególnych narodów[2].